# Geitonoplesium cymosum
Geitonoplesium cymosum är en grästrädsväxtart som först beskrevs av Robert Brown, och fick sitt nu gällande namn av Allan Cunningham och Robert Brown. Geitonoplesium cymosum ingår i släktet Geitonoplesium och familjen grästrädsväxter. Inga underarter finns listade i Catalogue of Life.

## Bildgalleri

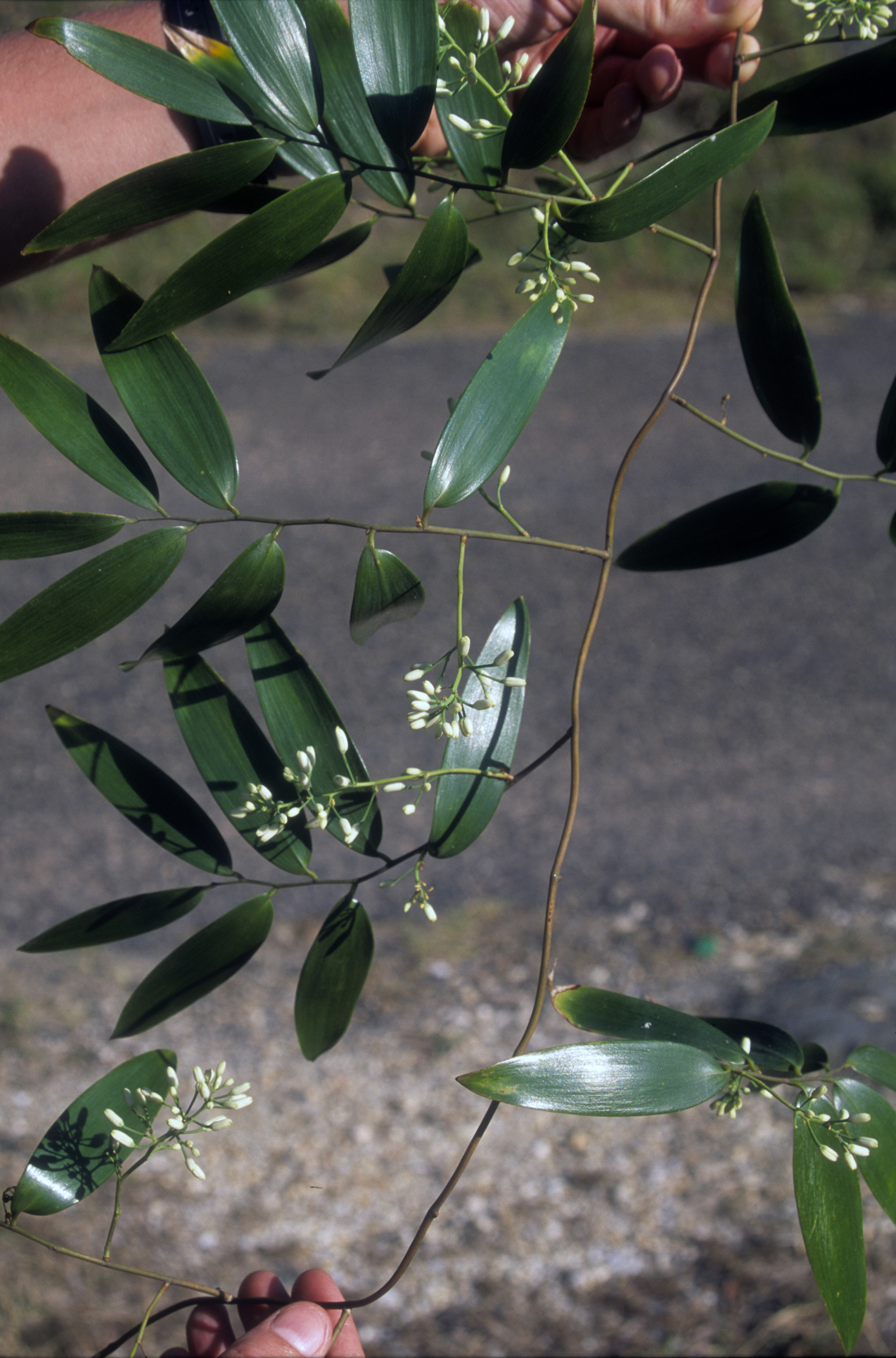
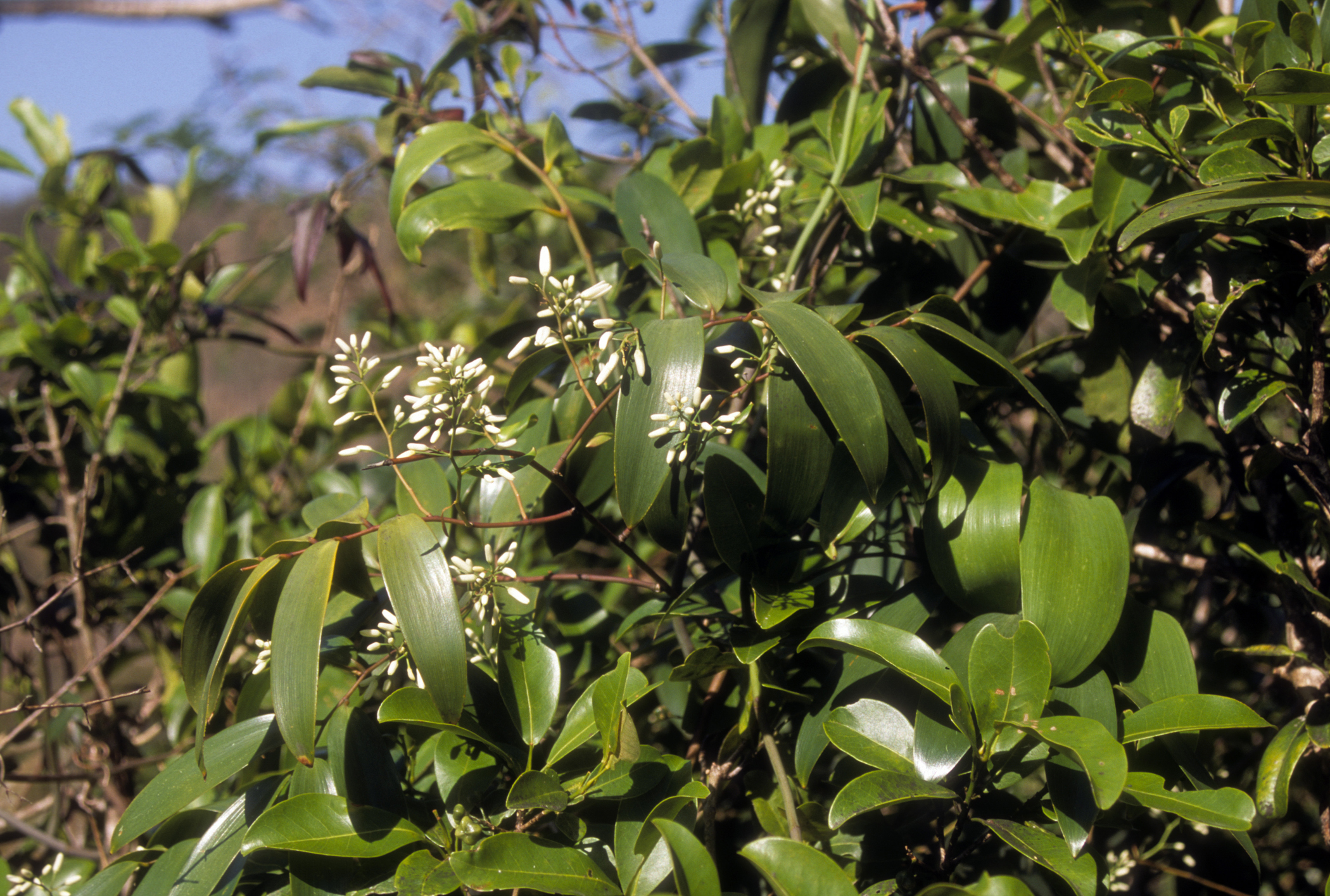
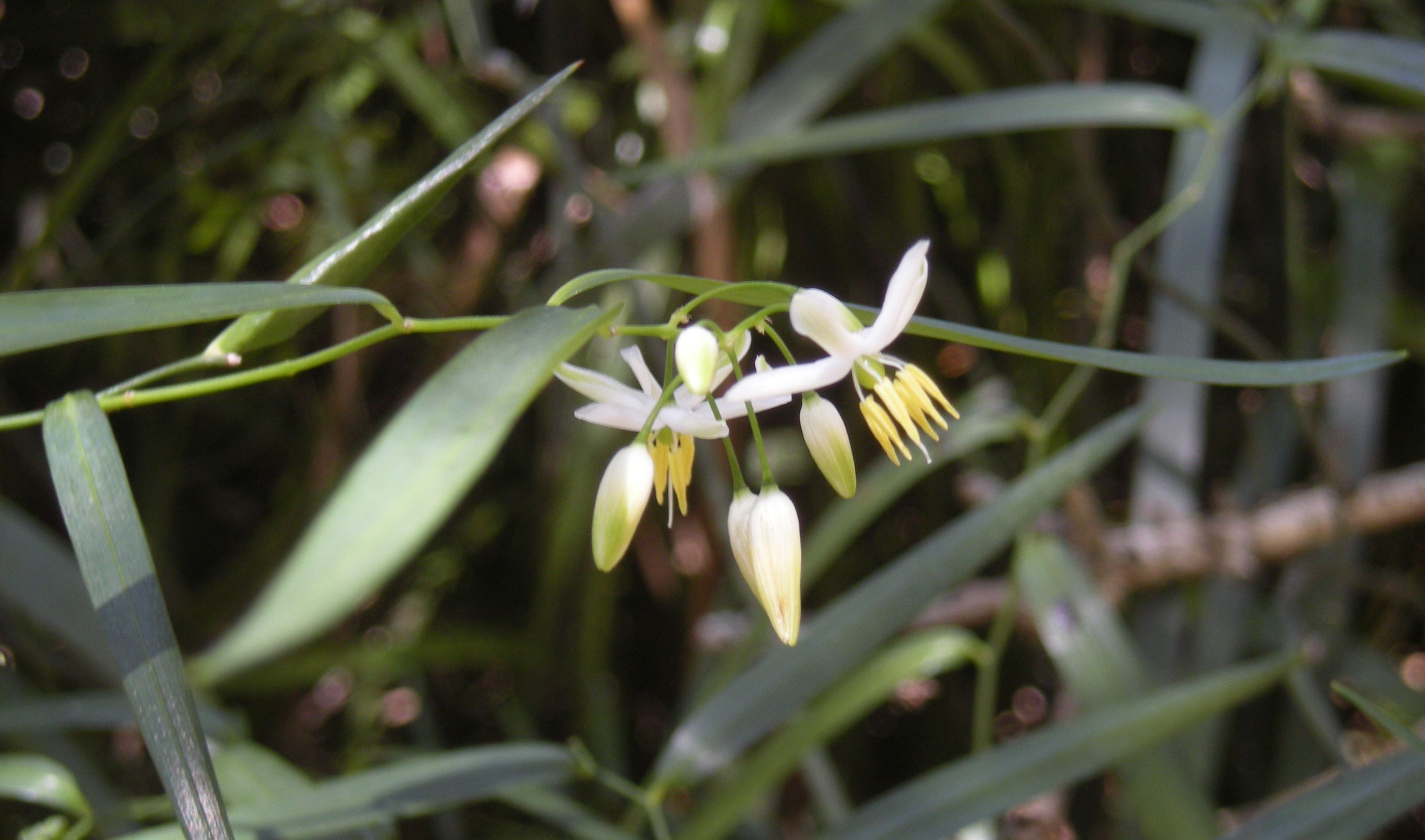
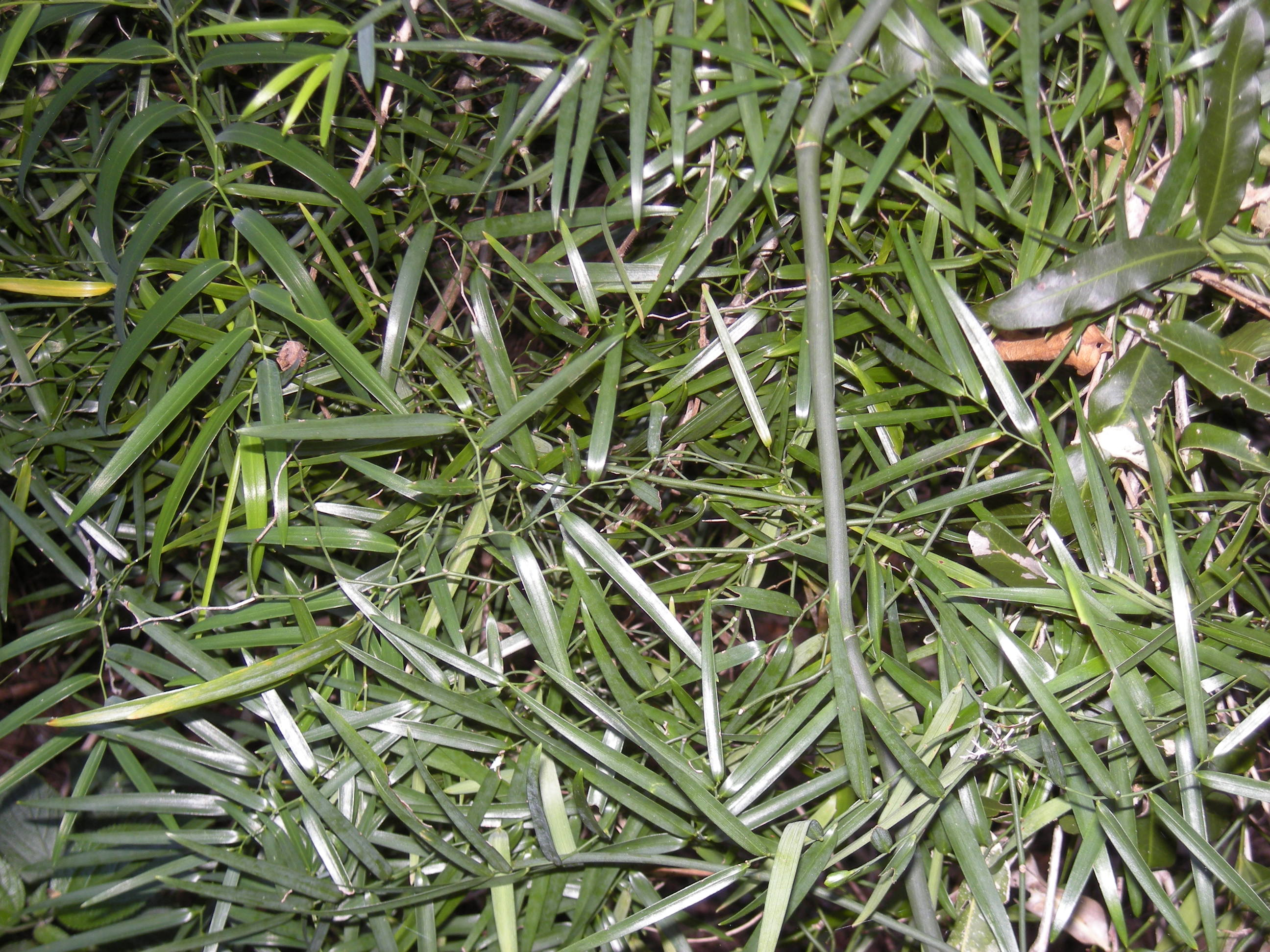
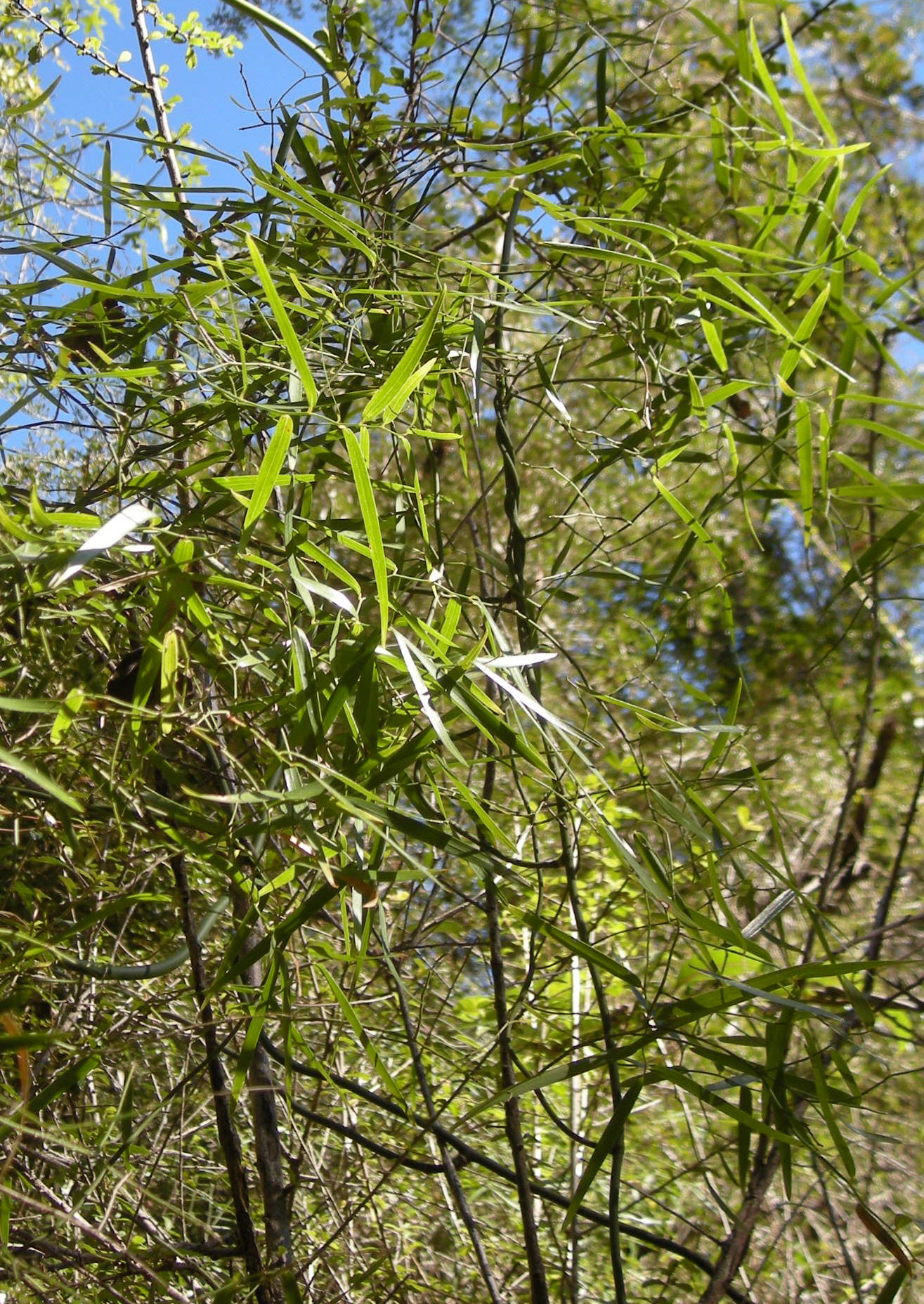
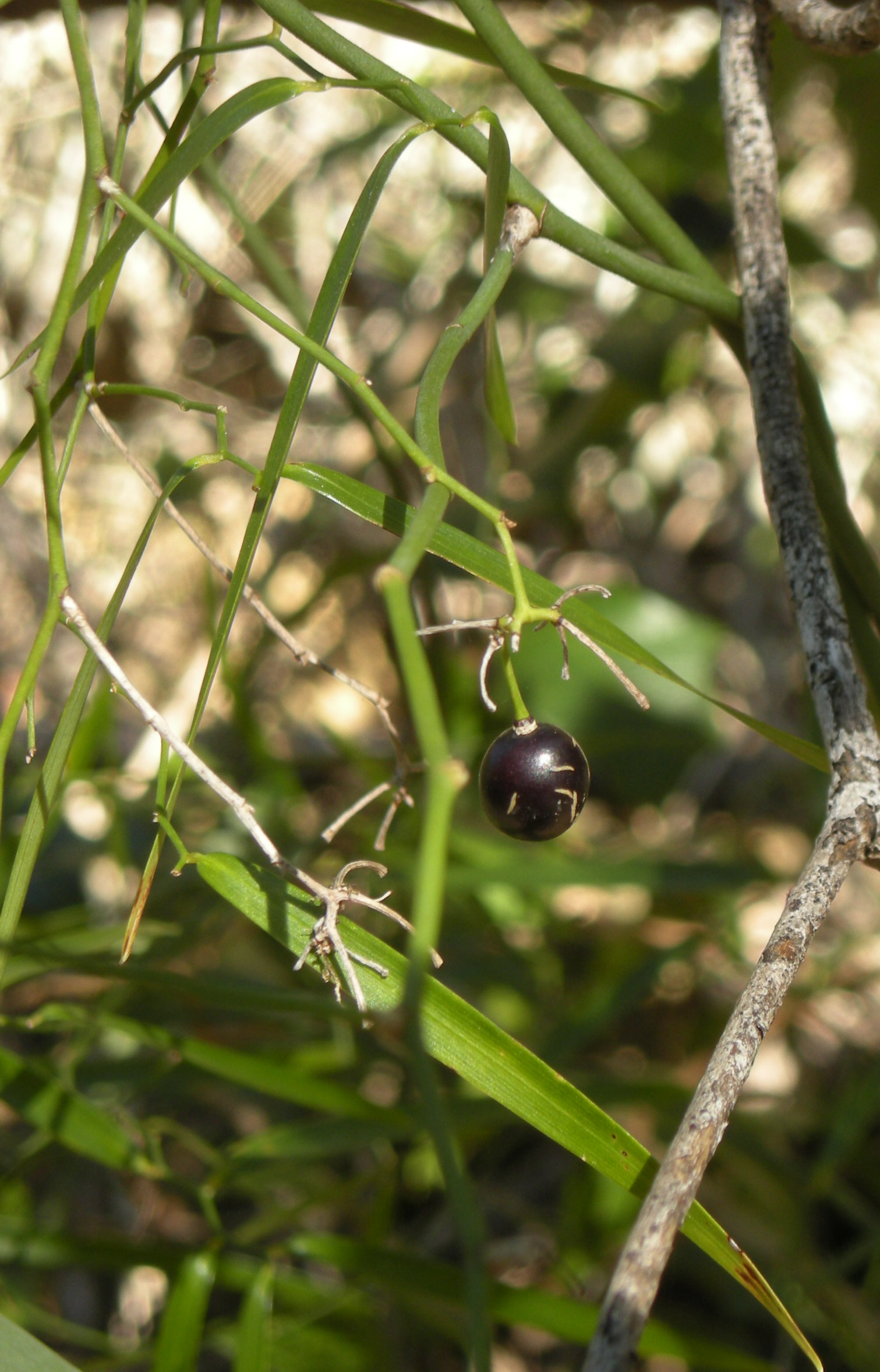